# Ulrich I. von Graben
Ulrich I. von (vom) Graben († vor 1325) war ein Burggraf und Ritter aus dem Geschlecht der Herren von Graben. Er selbst entstammte wohl der Konradinischen Linie am Graben in und um Graz, und drei seiner Söhne wurden Stammherren der Kornberger Linie des Geschlechts.

## Leben

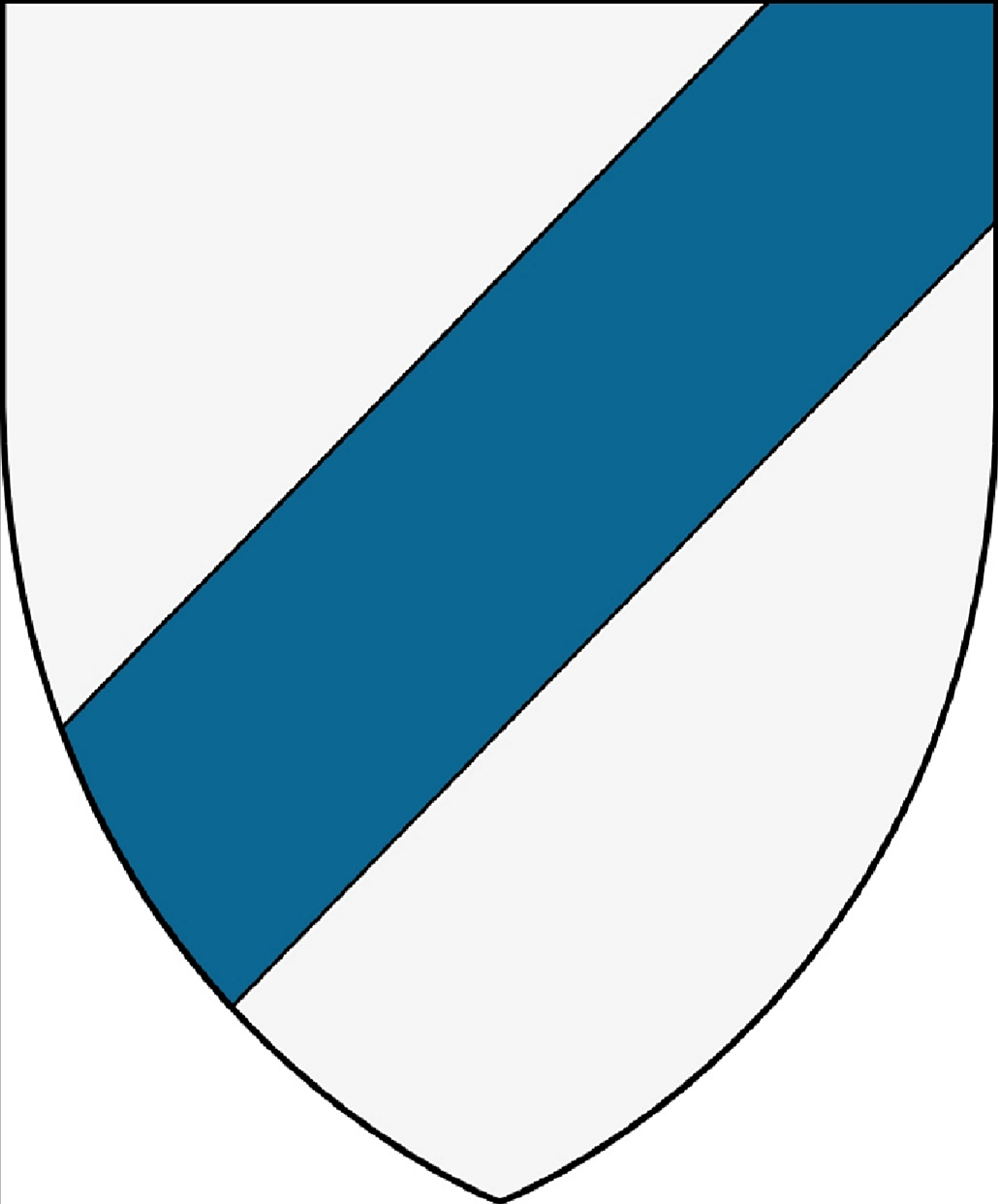
Schrägbalkenwappen der Krainer Stammlinie sowie der Konradinischen Linie am Graben (Graz)

Über Ulrichs Eltern ist nichts bekannt, aber es ist anzunehmen, dass er ein jüngerer Sohn der Konradinischen Linie am Graben der Herren von Graben (in und um Graz) war. Als seine (älteren) Brüder können Konrad I., Rennewart und Walther vom Graben angesehen werden. Ferner wird über Ulrich berichtet, dass er ohne elterliches Erbe ausgestattet in die Dienste der mächtigen Herren von Walsee eintrat (gleichfalls der Konradinischen Linie), und dort rasch ein großes Vermögen erwirtschaften konnte. Er und seine Nachkommen standen gleichfalls der Konradinischen Linie in engen Beziehungen zum Stift Rein.
Ulrich I. tritt erstmals 1302 als Lehensmann der Herren Stubenberg (gleichfalls der Konradinischen Linie) in Erscheinung, als er von ihnen das südlich Graz gelegene Dorf Greindorf zu Lehen erhielt. Seine nächste Nennung fällt in einer Urkunde aus dem Jahr 1314, als er mit den Brüdern Peter auf dem Hardt und Cunrad dem Gleysdorfer einen Gütertausch durchführte. Im Jahre 1319 wurde Ulrich I. durch den Salzburger Erzbischof mit dem Zehent zu Algersdorf belehnt. In beiden Urkunden wird Ulrich I. als Ritter und Schaffer zu Gleichenberg genannt. Ulrich war auch der erste Burggraf von Gleichenberg der zwischen den Jahren 1302 und 1324 dieses Amt ausübte und vermutlich auch die Erbauung der Burg geleitet hatte. Er nannte sich auch Ulzo von Gleichenberg. Seine Söhne waren ebenfalls Burggrafen von Gleichenberg. 1324 erstanden Ulrich und seine Hausfrau Gertr(a)ud  von Hans Radler von Stichtenberg ein Gut samt Hof zu Loosdorf. Diese Urkunde lässt eine Stammesgleichheit der Vom Graben (auch Grabner) auf Alt-Grabenhofen, der späteren Kornberger Von Graben (auch Grabner) aus der Steiermark als auch in Niederösterreich mit den Grabner (zu Rosenburg) als plausibel erscheinen. Beide Proponenten, Ulrich I. von Graben (zu Grabenhofen) als auch Otto Grabner (Stammherr der Grabner zu Rosenburg) führten das diente Stammwappen mit einem blauen Schräglinksbalken resp. Schrägrechtsbalken auf Silber und erstanden zur ähnlichen Zeit [1314 resp. 1324] und Örtlichkeit [im Raum St Pölten/Tulln] Grundkäufe von den Radler von Stichtenberg.

## Nachkommen
Aus der Ehe Ulrich I. und seiner Ehefrau Gertrud († ca. 1331) entstammten acht [?] Söhne, worunter die drei Stammherren der Kornberger Linie der Herren von Graben
- Veit von Graben († bald nach 1300)
- Otto I. von Graben († vor 1360), Herr von Kornberg, Burggraf von Gleichenberg
- Ulrich II. von Graben (zwischen 1300 und 1361 genannt), Burggraf von Hohenwang, Gleichenberg und Rothenfels, Herr von Kornberg, im Besitz des Stammschlosses Graben in Krain[9]
- Friedrich I. von Graben († vor 1406), Burggraf von Gleichenberg, Herr von Kornberg
- Nikolaus von Graben (erscheint mit seinem Bruder oder Cousin Johann um 1350 in mehreren Urkunden Krains; saß in Niederösterreich)
- Catrey von Graben (ehelichte Kaspar von Roggendorf)
- Johann von Graben (erscheint um 1350 in mehreren Urkunden Krains)
- Martin (Mört) von (im) Graben (verehelicht mit Margarethe von Lanzendorf; genannt 1366)

Anmerkungen:

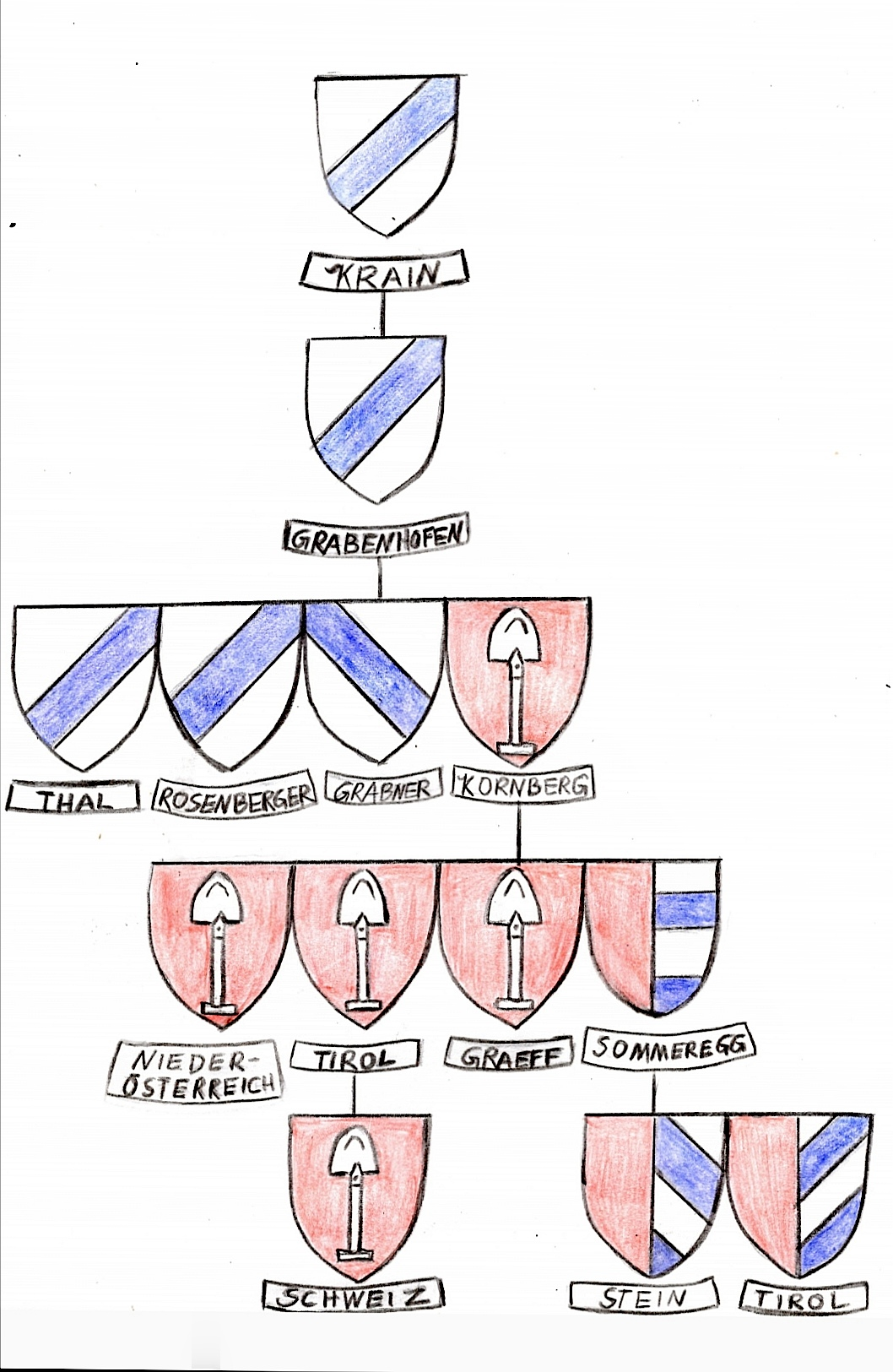
Heraldische Stammtafel der Herren von Graben sowie deren Abstammungen

- Durch die große Ausbreitung der Graben, auch unter diversen Namen wie den ursprünglich steirischen Rosenberger (Orsini-Rosenberg) oder den niederösterreichischen Grabner [ab 1487 gleichwohl Grabner zu Rosenburg] im Laufe des 14. Jahrhunderts brachte diverse Abänderungen des Grabnerischen Stammwappen mit sich. Das ursprüngliche Wappen mit dem blauen Schrägrechts -resp. Schräglinksbalken auf Silber erfuhr bei der durch Ulrichs I. Söhne Otto I., Ulrich II. und Friedrich I. von Graben neu begründeten Kornberger Linie eine Änderung hin zu einem sprechenden Wappen mit einer (aufrecht stehenden) silbernen Schaufel auf rotem Feld an.[10] Dieses Wappen der Kornberger Linie vererbte sich an deren Abstammungen in Niederösterreich, Tirol und den Niederlanden (aber nicht in Kärnten und Osttirol).
- Von seiner Witwe Gertraud von Graben (Gertravt Grabnerin) ist ihr Wappensiegel mit dem Schrägbalken aus dem Jahre 1331 erhalten.[11]